# خوان جيسوس
خوان غويليرمي نونيز خيسوس ( بالإنجليزي Juan Guilherme Nunes Jesus ) من مواليد 10 يونيو 1991 ، يلعب مع نادي روما كمدافع .

## روابط خارجية
- خوان جيسوس على موقع الاتحاد الدولي (مؤرشف)  (الإنجليزية)
- خوان جيسوس على موقع الاتحاد الأوربي (الإنجليزية)
- خوان جيسوس على موقع إي إس بي إن إف سي (الإنجليزية)
- خوان جيسوس على موقع قاعدة بيانات كرة القدم.إي يو (الإنجليزية)
- خوان جيسوس على موقع ليكيب (الفرنسية)
- خوان جيسوس على موقع ناشيونال فوتبول تيمز (الإنجليزية)
- خوان جيسوس على موقع Soccerbase.com (لاعب) (الإنجليزية)
- خوان جيسوس على موقع Soccerway.com (الإنجليزية)
- خوان جيسوس على موقع عالم كرة القدم.نت (الإنجليزية)
- خوان جيسوس على موقع أوليمبيديا (الإنجليزية)